# بي إم-14
بي إم-14 ( بي إم " BM " اختصار Boyevaya Mashina بمعنى مركبة قتال ) هي راجمة صواريخ سوفيتية الصنع بعيار 140 مم .

|caliber=Diameter: 140 مـم (5.5 بوصة)
Length: 1 م (3 قدم 3 بوصة)
Weight: 39.6 كـغ (87 رطل)
|barrels= 16 in two rows
|rate= 
|velocity= 400 م/ث (1,300 قدم/ث)
|max_range=9.8 كـم (6.1 ميل)

|elevation= +50°/0°
|traverse= 180°

|engine=GAZ-51 70 HP
|engine_power=6-cylinder petrol
|pw_ratio=
|suspension=Wheeled GAZ-63
4x4 chassis
|vehicle_range=650 كـم (400 ميل)
|speed=65 كم/س (40 ميل/س)
}}</ref>
تستطيع البي إم-14 إطلاق رؤوس كيميائية (إم إس-14) أو دخانية (إم-14دي) أو متشظية شديدة الانفجار (إم-14-أو إف) . للراجمة مدى يبلغ 9.8 كلم وتستطيع حمل رأس حربي له وزن 8 كلغ .
الراجمة تفتقر الدقة في الإصابة بسبب عدم وجود نظام توجيه فيها، لكنها مؤثرة بشكل كبير في قصف المدن والأحياء السكنية . استخدمت القوات المسلحة الجزائرية هذه الراجمات خلال الحرب الأهلية الجزائرية سنة 1993 كجزء من مخزونهم العسكري .
حاليا تستخدم من قبل طالبان في أفغانستان و تستخدم كذلك في القوات المسلحة الثورية الكوبية .

## المستخدمون
- الجزائر - 50
- أنغولا
- بوركينا فاسو
- كمبوديا - 10
- كوبا
- مصر
- إندونيسيا
- مدغشقر
- روسيا
- السودان - 200 BM-14
- الاتحاد السوفيتي
- فيتنام - 700
- اليمن - 30

## وصلات خارجية
- Use of BM-14 by the Taliban
- Description of BM-14
- Use of BM-14 by Cuban Armed Forces
- Range and Payload
- Algerian use of BM-14 as of 1993
- Walk-around of Type 63 130mm MRL